# By the Edge of God
By the Edge of God è il quinto album del cantautore svedese Nomy pubblicato il 31 gennaio 2011.

## Tracce
1. Die Maggots Die – 4:41
2. By the Edge of God – 4:32
3. Level 1 – 4:44
4. You and Me – 3:54
5. Radio Trash – 4:57
6. Radio Ciean – 3:04
7. Gold Digger – 3:50
8. Straight Ahead – 4:48
9. Been Trying for You – 4:36
10. One Last Song – 2:42
11. I Can Take It Slow – 3:18

Durata totale: 45:06